# Microcosmus nudistigma
Microcosmus nudistigma is een zakpijpensoort uit de familie van de Pyuridae. De wetenschappelijke naam van de soort is voor het eerst geldig gepubliceerd in 1962 door Monniot C.